# 南京市金陵中学西善分校
南京市金陵中学西善分校建立于19世纪60年代，是一所位於中華人民共和國南京市的初級中學，是南京市金陵中学的分校。2005年，被南京市教育局列为首批初中“小班化教育”八所实验学校之一。
学校原名南京市西善桥中学。2014年春，南京市金陵中学托管西善桥中学，将西善桥中学纳入金陵中学的集团管理，改名金陵中学西善分校。